# 环绕数

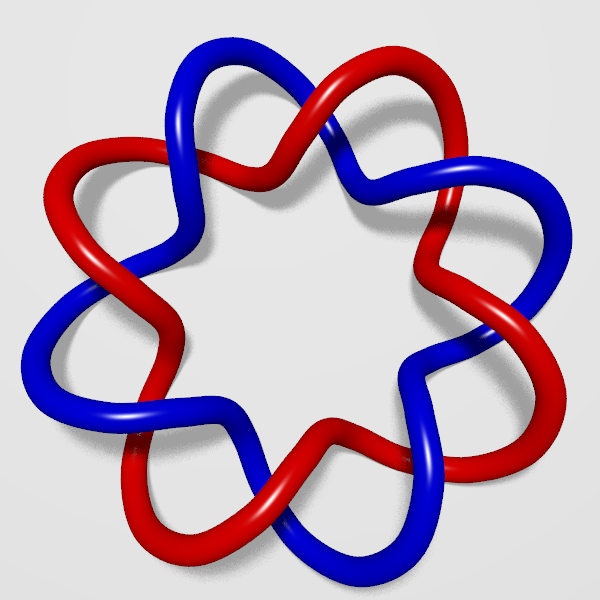
这样 (2,4)-环面链环的两条曲线的环绕数是 4。

在数学中，环绕数（linking number）是描述三维空间中两条闭曲线环绕的一个数值不变量。直观上，环绕数表示每一条曲线缠绕另一条曲线的次数。环绕数总是整数，但有可能取正数或负数，取决于这两条曲线的定向。
环绕数由高斯以环绕积分的形式引入。它在纽结理论、代数拓扑和微分几何的研究中是重要的对象，并在数学和科学中有许多应用，包括量子力学、电磁学以及 DNA超螺旋的研究。

## 定义
空间中任何两条闭曲线都恰好可以移动成如下标准位置之一。这决定了环绕数：
| {\displaystyle \cdots } |           |           |          |          |                         |
|                         | 环绕数 -2 | 环绕数 -1 | 环绕数 0 |          |                         |
|                         |           |           |          |          | {\displaystyle \cdots } |
|                         |           | 环绕数 1  | 环绕数 2 | 环绕数 3 |                         |

每条曲线在移动过程中可以穿过自身，但这两条曲线保持互相分离。

## 计算环绕数

六个正交叉与两个负交叉，这两条曲线的环绕数为 2。

存在一个算法计算出一个链环图表的环绕数。按如下法则将每个交叉标记为“正”或“负”
：
正交叉数总数减去负交叉数总数等于环绕数的两倍，即
环绕数{\displaystyle ={\frac {n_{1}+n_{2}-n_{3}-n_{4}}{2}},\,}
这里 n1, n2, n3, n4 分别表示四类交叉数的个数。两个和 {\displaystyle n_{1}+n_{3}\,\!} 与 {\displaystyle n_{2}+n_{4}\,\!} 总相等。这样得到了如下另外的公式
环绕数{\displaystyle =\,n_{1}-n_{4}\,=\,n_{2}-n_{3}.\,}
注意到 {\displaystyle n_{1}-n_{4}} 只涉及到蓝曲线被红曲线下交叉，而 {\displaystyle n_{2}-n_{3}} 只涉及到上交叉。

## 性质与例子

怀特黑德链环两条曲线环绕数为零。

- 任何两条没有链接起来的曲线相交数为零。但环绕数为零的两条曲线仍可能是链接起来的（例如右图的怀特黑德链环（英语：Whitehead link））。
- 逆转任何一条曲线的定向，环绕数改变符号；但两条曲线同时逆转定向，环绕数不变。
- 环绕数具有手征性：取一个链环的镜像，环绕数改变符号。我们对正环绕数的约定基于右手法则。
- x-y 平面上一条定向曲线的卷绕数等于它与 z-轴（将 z-轴想象为三维球面中一条闭曲线）的环绕数。
- 更一般地，如果其中一条曲线是简单的，则这个分支的第一同调群同构于整数 Z。在此情形，环绕数由另一条曲线的同调类决定。
- 在物理学中，环绕数是拓扑量子数之一例，它与量子纠缠有关。

## 高斯的积分定义
给定两条不交可微曲线 {\displaystyle \gamma _{1},\gamma _{2}\colon S^{1}\rightarrow \mathbb {R} ^{3}}，定义从环面到单位球面高斯映射 {\displaystyle \Gamma } 为
{\displaystyle \Gamma (s,t)={\frac {\gamma _{1}(s)-\gamma _{2}(t)}{|\gamma _{1}(s)-\gamma _{2}(t)|}}.\,}
取单位球面上一点 v，从而链环的正交投影到垂直于 v 的平面给出一个链环图表。观察到点 (s, t) 在高斯映射下映为 v 对应于链环图表中一个交叉，这里 {\displaystyle \gamma _{1}} 在 {\displaystyle \gamma _{2}} 上。并且 (s, t) 的一个邻域在高斯映射下映为 v 的一个邻域，保持或逆转定向取决于交叉的符号。从而为了计算这个对应于 v 的链环图表的环绕数，只需数高斯映射覆盖 v 的带符号次数。由于 v 是一个正则值，这恰是高斯映射的度数（即 Γ 的像盖住球面的带符号次数）。环绕数的同痕不变性自动由度数在同伦下不变得到。任何其它正则值将得到相同的数，所以环绕数与任何特定的链环图表无关。
曲线 γ1 与 γ2 的环绕数的这种表述给出了用二重线积分表示的一个明确公式，即高斯环绕积分：
环绕数{\displaystyle {}\,=\,\phi (\gamma _{1},\gamma _{2})={\frac {1}{4\pi }}\oint _{\gamma _{1}}\oint _{\gamma _{2}}{\frac {\mathbf {r} _{1}-\mathbf {r} _{2}}{|\mathbf {r} _{1}-\mathbf {r} _{2}|^{3}}}\cdot (d\mathbf {r} _{1}\times d\mathbf {r} _{2}).}
这个积分求出了高斯映射像的全部带符号面积（被积函数是 Γ 的雅可比矩阵），然后除以球面的面积（等于 4π）。

## 推广
- 就像三维中环绕的闭曲线，任何两个维数为 m 与 n 的闭流形，可能在 {\displaystyle m+n+1} 维欧几里得空间中环绕起来。任何这样链环有一个相伴的高斯映射，其度数是环绕数的推广。
- 任何标架纽结（英语：framed knot）有一个自环绕数，得自计算纽结 C 与将曲线 C 中的点沿着标架向量稍微移动得到一条新曲线的环绕数。由铅直移动（沿着黑板标架）得到的自环绕数称为考夫曼自环绕数（Kauffman's self-linking number）。

## 量子场论
U(1) 陳-西蒙斯理論是：
{\displaystyle CS={\frac {k}{4\pi }}\int _{M}AdA}
若{\displaystyle M=R^{3}}，路徑積分是
{\displaystyle Z(C_{1},C_{2})=\int dA\exp {(iCS+i\int _{C_{1}}A+i\int _{C_{2}}A)}=\int dA\exp {(iCS+i\int JA)}}，
包括C1和C2的威爾森迴圈。J=J1+J2，而且
{\displaystyle J_{i}^{a}=\int _{C_{i}}dx^{a}\delta ^{3}(x-x_{i}(t))}
因為這是高斯的積分，所以我們不需要重整化或正規化。再說這個積分是拓撲不變。
若J是经典方程就是
{\displaystyle dA=(2\pi /k)*J}
或
{\displaystyle \nabla \times A=2\pi J/k}
若我们选洛伦茨规范{\displaystyle d*A=0}
{\displaystyle \nabla ^{2}A=-2\pi \nabla \times J/k}
从电磁学，解是
{\displaystyle A(x)={\frac {1}{2k}}\int d^{3}y{\frac {\nabla \times J(y)}{|x-y|}}}
则
{\displaystyle Z[C_{1},C_{2}]=\exp(2\pi i\phi (C_{1},C_{2})/k)}
这是最简单的一个拓撲量子場論。根据爱德华·威滕的证明，非阿贝尔G的陈-西蒙斯论给其他拓扑不变，例如琼斯多项式。